# Jean du Teil
Pour les articles homonymes, voir Teil.
Jean du Teil de Beaumont, né le 7 juillet 1738 à La Côte-Saint-André (Isère), mort le 25 avril 1820 à Ancy-sur-Moselle (Moselle), est un général français de la Révolution et de l’Empire, théoricien de l'artillerie (système de Gribeauval).

## États de service
Fils du capitaine d'artillerie François du Teil (1704-1758), chevalier de l’ordre de Saint-Louis, tué à la Bataille de Krefeld, et de Marguerite de Chambaran (†1758), il devient lui-même très jeune officier d'artillerie. 
Il entre en service le 11 octobre 1747 comme surnuméraire au corps d’artillerie dans le bataillon de Fontenay, et il passe cadet le 9 novembre suivant. Il devient sous-lieutenant de canonniers le 14 avril 1748, lieutenant en second de bombardiers le 20 février 1756, et lieutenant de canonniers le 1er janvier 1757. Le 25 novembre 1761 il est nommé lieutenant en premier, sous-aide major le 11 juin 1762, et aide major du régiment d’artillerie de Grenoble le 15 octobre 1765.
Le 26 février 1769 il reçoit son brevet de capitaine de sapeurs au régiment d’artillerie de Strasbourg, puis celui de capitaine de bombardiers le 1er février 1772, et il est fait chevalier de Saint-Louis le 15 décembre de la même année. Capitaine de canonniers le 28 juin 1775, il rejoint le régiment d’artillerie de Toul avec le grade de major le 14 septembre 1776, et le 4 juillet 1784 il devient lieutenant colonel au régiment d’artillerie de Metz.
Le 4 octobre 1788 il est envoyé au régiment d’artillerie d’Auxonne, et le 14 mars 1790 il devient colonel général de la Garde nationale de Metz. Le 1er avril 1791, il cumule les fonctions de colonel d’artillerie et de directeur à Mézières, puis il donne sa démission le 11 août 1791. Il est admis à la retraite le 9 octobre suivant.
Il reprend du service le 8 février 1792, comme adjudant-général colonel, et il est promu maréchal de camp le 25 août 1792, commandant en chef l’artillerie de l’armée du Rhin. Il sert ensuite à l’armée des Alpes, puis à l’armée d'Italie. Il est élevé au grade de général de division le 11 août 1793, et en septembre, il prend part au siège de Toulon. Il est suspendu de ses fonctions le 19 janvier 1794, en raison de ses origines aristocratiques, et il est autorisé à prendre sa retraite le 4 avril 1794.
Le 24 août 1798 il est admis au traitement de réforme, et il est réintégré le 2 août 1799, comme inspecteur général chargé de l’organisation des bataillons auxiliaires de la 3e division militaire. Le 12 mars 1800 il prend le commandement de la place de Lille, puis celle de Metz le 23 septembre suivant. Il est fait chevalier de la Légion d’honneur le 11 décembre 1803, et commandeur de l’ordre le 14 juin 1804. Il est admis à la retraite le 23 décembre 1813.
Il meurt le 25 avril 1820, à Ancy-sur-Moselle et est enterré là.

## Familles
Il a épousé à Mardigny le 26 novembre 1771, Marguerite-Louise Georgin de Mardigny, fille de François-Étienne, conseiller au Parlement de Metz, et de Barbe Lucie Besser de Charly, dont il a trois filles :
- Marguerite-Louise du Teil de Beaumont, née à Metz le 23 mai 1776, morte célibataire à Metz.
- Marguerite du Teil de Beaumont, née à Metz le 24 janvier 1778, morte à Ancy le 14 mars 1847, qui épousa le 17 février 1793 à Strasbourg, Jean-Baptiste Noirot, baron d’Empire et maréchal de camp.
- Marie du Teil de Beaumont, née à Metz le 21 février 1780, morte célibataire à Ancy le 8 février 1847.

## Œuvres
- Manœuvres d'infanterie pour résister à la cavalerie et l'attaquer avec succès, 1782, metz, un vol. in-octavo avec planches.
- Usage de l'artillerie nouvelle dans la guerre de campagne ; connaissance nécessaire aux officiers destinés à commander toutes les aunes, 1788.

## Sources
- (en) « Generals Who Served in the French Army during the Period 1789 - 1814: Eberle to Exelmans »
- Thierry Pouliquen, « Les généraux français et étrangers ayant servis [sic] dans la Grande Armée » (consulté le 21 août 2015)
- Étienne Charavay, Correspondance générale de Carnot, tome 4, imprimerie Nationale, 1897, p. 121.
- A. Lievyns, Jean Maurice Verdot, Pierre Bégat, Fastes de la Légion-d'honneur, biographie de tous les décorés accompagnée de l'histoire législative et réglementaire de l'ordre, Tome 3, Bureau de l’administration, 1844, 529 p. (lire en ligne), p. 143.
- Léon Hennet, Etat militaire de France pour l’année 1793, Siège de la société, Paris, 1903, p. 12-32-114.
- (pl) « Napoléon.org.pl » [archive du 6 juillet 2015]
- Référence:Biographie universelle ancienne et moderne : histoire par ordre alphabétique de la vie publique et privée de tous les hommes (Michaud), article « du Teil (le chevalier Jean) »
- J. Colin, L'éducation militaire de Napoléon, Teissèdre, coll. « Bicentenaire de l'épopée impériale », 1900 (réimpr. 2001), 396 p., 16×24 cm (ISBN 2-912259-55-X), Introduction, chap. VI (« Le chevalier du Teil »), p. 96
- Georges Six, Dictionnaire biographique des généraux & amiraux français de la Révolution et de l'Empire (1792-1814), Paris : Librairie G. Saffroy, 1934, 2 vol., p. 487
- « Cote LH/879/31 », base Léonore, ministère français de la Culture